# Serviços Gerenciados
Serviços gerenciados (em inglês, Managed services) é o tipo de atividade que, quando adicionada ao serviço principal, é prestado também o gerenciamento deste quanto a capacidade, disponibilidade, gerenciamento de falhas e recuperação do mesmo. Dentro deste escopo, são também fornecidas métricas sobre a performance do serviço (em inglês, Key Performance Indicators (KPI's)), a análise destes indicadores para o serviço e também a apresentação de planos de melhoria contínua do processo.
Serviços gerenciados geralmente são aplicados em casos em que o serviço é de grande complexidade de gerenciamento e/ou de grande importância para o negócio principal da empresa, como os serviços de TI de grandes corporações; e também de organizações que exercem atividade em segurança pública.

## Serviços gerenciados na área de TI
Atualmente, a tecnologia encontra-se como um dos principais fatores para a boa condução de uma atividade econômica. A troca de informações, potencializada pela digitalização e o crescente número de pessoas com acesso à internet faz com que as empresas cada vez mais se deparem com a necessidade de coleta, processamento e arquivamento de dados.
Muitas organizações possuem grandes desafios no gerenciamento de seus sistemas de TI por não conseguirem acessar informações de qualidade na velocidade e precisão exigidas pelos seus negócios. Além de acesso, custos, segurança, infraestrutura, entre outros aspectos, tem se apresentado como desafio para que as empresas gerenciem e aproveitem de forma significativa a tecnologia como aliada para seus negócios. Assim, para aqueles que não são capazes de gerenciar de forma competente seus sistemas de TI, ao invés de facilitarem o trabalho, as tecnologias da informação acabam se comportando como barreiras para o desenvolvimento de um trabalho de qualidade. 
A definição dos serviços gerenciados para a área de TI pode ser dada como o monitoramento ou gerenciamento remoto de hardwares, programas de computador ou redes que podem estar instalados em estruturas próprias ou hospedados em um  data center de terceiros. Os serviços de monitoramento ou gerenciamento citados tipicamente incluem alertas, gerenciamento de atualizações de sistema operacional ou demais softwares utilizados na empresa, resolução e prevenção proativa de problemas, realização de manutenção de hardware, execução de backups para segurança de dados, entre outros.
O fornecedor de serviços gerenciados acaba então assumindo a responsabilidade por evitar o tempo ocioso de ativos de tecnologia e melhorar o desempenho da TI como um todo, facilitando a experiência dos usuários nas operações da empresa.

### Mais agilidade
Com o aumento da competitividade no mercado de negócios, os serviços gerenciados têm levado empresas a investir mais em novas tecnologias. A automatização com implantação de sistemas de TI torna as empresas mais competitivas. Essa e outras iniciativas tecnológicas como a computação em nuvem e mobilidade fazem com que as empresas invistam cada vez mais em TI para que possam alcançar a liderança em seus segmentos.
Para que todo o dinheiro investido em TI tenha retorno para a empresa, é preciso garantir a disponibilidade dos sistemas; e essa disponibilidade é garantida através dos serviços gerenciados. Fazendo o gerenciamento do hardware, que administra falhas e incidentes; gerenciamento dos softwares, garantindo o funcionamento dos sistemas; e gerenciamento da rede, minimizando o impacto causado pelo tráfego dos dados.
Diante destes gerenciamentos, podendo ser feitos pela própria empresa (mais comum em médias e grandes empresas) ou até mesmo por empresas terceiras especializadas em monitoramento de redes (NOC), é notável o ganho de agilidade e eficiência em prol dos objetivos da empresa.

## Serviços gerenciados no Brasil
Uma pesquisa realizada em agosto de 2009 pela ASM Consultoria mostrou que, nesse ano, o mercado de serviços gerenciados de TI movimentou US$ 848 milhões, número previsto para aumentar 21% em 2010. O mercado começa a perceber a necessidade de um modelo novo e mais eficaz de gerenciamento, que salve tempo e esforços, além de valorizar estrategicamente a área de TI dentro das organizações.
O formato proativo de trabalho é aquele que possibilita maior planejamento para a área de TI, minimizando o trabalho emergencial. O que é mais custoso: uma hora planejada ou uma hora resolvendo imprevistos? Um disco rígido, por exemplo, não falha sem aviso, mas notifica constantemente o sistema operacional de que algo não vai bem. Se o prestador de serviços gerenciados não tem essa informação, corre o risco de haver emergências nas horas mais inesperadas, que podem custar caro.
Há casos no Brasil de provedores de serviços gerenciados que reduziram o custo em mais de 40% para atendimento de diversas estações de trabalho, em diferentes cidades e estados com o mesmo número de analistas internamente. No mundo, empresas conseguem gerenciar até duas mil máquinas com apenas um analista, onde se ganha não apenas na escala, mas também no trabalho remoto, e principalmente, automação.
A pergunta que deve ser feita para os provedores de serviço atuais no Brasil é: Caso seja fechado um novo contrato com o dobro de máquinas gerenciadas atualmente, será necessária a contratação de mais analistas? Hoje, para prestadores de serviço que contam com a ajuda de ferramentas de automação de TI, esta não é mais uma realidade.
A automação é o caminho para que as equipes de tecnologias da informação possam - de fato - voltar-se às melhorias nos processos da empresa ao invés de passar o dia tentando “apagar incêndios” ou executar entediantes tarefas rotineiras.